# Proternia philocapna
Proternia philocapna là một loài bướm đêm thuộc họ Crambidae. Chúng là loài duy nhất trong chi đơn loài Proternia, thường được tìm thấy ở New Zealand.